# King of the World
King of the World ist ein Lied von Donald Fagen und Walter Becker, das von Steely Dan 1973 auf dem Album Countdown to Ecstasy veröffentlicht wurde.

## Liedtext
Das Lied wurde vom Katastrophenfilm Panik im Jahre Null (1962) inspiriert, wie Fagen in einem Interview erwähnte. Der Film spielt  nach einer nuklearen Apokalypse im amerikanischen Südwesten bei New Mexico. Im Gegensatz zum Film, in dem es um das Schicksal einer Familie geht, geht der Song um eine Person, die versucht, Gesellschaft bei den verbleibenden Überlebenden „auf diesem alten Amateurfunk“ zu finden.
Im Text findet sich der für Steely Dan übliche schwarze Humor: Der Protagonist weiß, dass er ein Überlebender ist, aber nicht lange: „Wenn ich drinnen bleibe, lebe ich vielleicht bis Samstag“.

## Coverversion
Joe Jackson veröffentlichte im Jahr 2000 auf seinem Livealbum Summer in the City eine Coverversion.

## Rezeption
Stephen Thomas Erlewine von AllMusic beurteilt das Lied als "übersehenes Juwel".

## Besetzung
- Donald Fagen – Synthesizer, Gesang
- Jeff Baxter – Gitarre
- Denny Dias – Gitarre
- Walter Becker – Bass-Gitarre, Hintergrundgesang
- Jim Hodder – Schlagzeug, Hintergrundgesang